# Барбере (Верона)
Барбере је насеље у Италији у округу Верона, региону Венето.
Према процени из 2011. у насељу је живело 150 становника. Насеље се налази на надморској висини од 17 м.